# Foot Ball Club Spezia 1906 1978-1979
Questa voce raccoglie le informazioni riguardanti il Foot Ball Club Spezia 1906 nelle competizioni ufficiali della stagione 1978-1979.

## Stagione
Nella stagione 1978-1979 dopo la riforma, lo Spezia disputa il primo campionato di Serie C1 che prevede due promozioni e quattro retrocessioni, gli aquilotti abbandonano i derby toscani e tornano ad affrontare le squadre del Nord Italia. Ma la musica è diversa e anche la qualità tecnica delle squadre superiore. 
La squadra di Nedo Sonetti non parte con il piede giusto, pareggia molto sia in casa che in trasferta, fuori perde spesso, le vittorie si contano sulle dita di una mano. Nedo Sonetti a marzo si dimette, ma Giuseppe Bumbaca che gli subentra, non fa miracoli e così la C2 diviene certezza, con cinque giornate di anticipo. Una stagione difficile che si conclude con la chiusura della decennale gestione di Alfeo Mordenti.
Nella Coppa Italia di Serie C nel terzo girone, disputato prima del campionato gli aquilotti con la Lucchese, lasciano il passaggio al Montecatini, che vola nei sedicesimi di finale della manifestazione.

## Rosa
| N. |                   | Ruolo | Calciatore         |
| -- | ----------------- | ----- | ------------------ |
|    | Italia (bandiera) | A     | Maurizio Antonucci |
|    | Italia (bandiera) | D     | Stefano Bertolini  |
|    | Italia (bandiera) | C     | Giampaolo Bonanni  |
|    | Italia (bandiera) | A     | Antonio Bongiorni  |
|    | Italia (bandiera) | D     | Arnaldo Crema      |
|    | Italia (bandiera) | C     | Maurizio De Fraia  |
|    | Italia (bandiera) | C     | Francesco Fazio    |
|    | Italia (bandiera) | A     | Gino Fornile       |
|    | Italia (bandiera) | C     | Giorgio Giulietti  |
|    | Italia (bandiera) | A     | Vittorio Martini   |

| N. |                   | Ruolo | Calciatore        |
| -- | ----------------- | ----- | ----------------- |
|    | Italia (bandiera) | P     | Pier Luigi Masoni |
|    | Italia (bandiera) | P     | Corrado Menconi   |
|    | Italia (bandiera) | D     | Osvaldo Motto     |
|    | Italia (bandiera) | C     | David Mugianesi   |
|    | Italia (bandiera) | A     | Ermes Rubertelli  |
|    | Italia (bandiera) | D     | Antonio Sassarini |
|    | Italia (bandiera) | C     | Angelo Seghezza   |
|    | Italia (bandiera) | A     | Antonio Sellitri  |
|    | Italia (bandiera) | A     | Diego Spinella    |
|    | Italia (bandiera) | D     | Antonio Tavarelli |

## Risultati

### Campionato

#### Girone di andata
| Arbitro: | Angelelli (Terni) |

|             |           |                   |
| Martini 49’ | Marcatori | 77’ (rig.) Marlia |

| La Spezia 8 ottobre 1978 2ª giornata | Spezia            | 0 – 0 | Triestina | Stadio Alberto Picco\| Arbitro: \| Pairetto (Torino) \| |
| Arbitro:                             | Pairetto (Torino) |       |           |                                                         |

| Arbitro: | Filippi (Pavia) |

|                      |           |  |
| Giulietti 84’ (aut.) | Marcatori |  |

| Arbitro: | Baldi (Roma) |

|                             |           |  |
| Mugianesi 14’ Bongiorni 76’ | Marcatori |  |

| Arbitro: | Armienti (Bologna) |

|                           |           |                             |
| Bracchi 3’ Motta 37’, 55’ | Marcatori | 41’ Bongiorni 68’ Mugianesi |

| Arbitro: | Cherri (Macerata) |

|  |           |               |
|  | Marcatori | 58’ Jacomuzzi |

| La Spezia 12 novembre 1978 7ª giornata | Spezia       | 0 – 0 | Parma | Stadio Alberto Picco\| Arbitro: \| Sala (Lecco) \| |
| Arbitro:                               | Sala (Lecco) |       |       |                                                    |

| Arbitro: | Altobelli (Roma) |

|              |           |               |
| Pancheri 41’ | Marcatori | 60’ Mugianesi |

| Arbitro: | Esposito (Torre del Greco) |

|                                |           |                             |
| Mugianesi 11’, 67’ Martini 61’ | Marcatori | 6’, 31’ Crepaldi 89’ Romano |

| Arbitro: | Corigliano (Crotone) |

|                                 |           |                  |
| Motto 23’ (aut.) Bellinazzi 75’ | Marcatori | 9’, 19’ Spinella |

| Arbitro: | Rufo (Roma) |

|                        |           |  |
| Ferraris 54’ Picco 56’ | Marcatori |  |

| La Spezia 17 dicembre 1978 12ª giornata | Spezia              | 0 – 0 | Lecco | Stadio Alberto Picco\| Arbitro: \| Cerofolini (Arezzo) \| |
| Arbitro:                                | Cerofolini (Arezzo) |       |       |                                                           |

| Arbitro: | Pezzella (Frattamaggiore) |

|                                |           |             |
| Angeloni 37’ Grilli 45’ (rig.) | Marcatori | 44’ Martini |

| Arbitro: | Faccenda (Salerno) |

|                           |           |  |
| Bonanni 18’ Mugianesi 24’ | Marcatori |  |

| La Spezia 14 gennaio 1979 15ª giornata | Spezia            | 0 – 0 | Modena | Stadio Alberto Picco\| Arbitro: \| Pirandola (Lecce) \| |
| Arbitro:                               | Pirandola (Lecce) |       |        |                                                         |

| Arbitro: | Altobelli (Roma) |

|                                     |           |  |
| Sassarini 64’ (aut.) Domenghini 86’ | Marcatori |  |

| Arbitro: | Madonna (Ercolano) |

|             |           |            |
| Bonanni 40’ | Marcatori | 26’ Frutti |

#### Girone di ritorno
| Arbitro: | Baldi (Roma) |

|                      |           |          |
| Bongiorni 17’ (rig.) | Marcatori | 49’ Neri |

| Arbitro: | Esposito (Torre del Greco) |

|                 |           |  |
| Leonarduzzi 21’ | Marcatori |  |

| Arbitro: | Simini (Torino) |

|                      |           |                     |
| Bongiorni 44’ (rig.) | Marcatori | 34’ (aut.) Seghezza |

| Arbitro: | Vitali (Bologna) |

|                 |           |              |
| Fava 11’ (rig.) | Marcatori | 7’ Mugianesi |

| Arbitro: | Lombardo (Marsala) |

|                            |           |  |
| Seghezza 24’ Mugianesi 56’ | Marcatori |  |

| Arbitro: | Pirandola (Lecce) |

|                               |           |  |
| Masuero 46’ Guidetti 72’, 79’ | Marcatori |  |

| Arbitro: | Corigliano (Crotone) |

|                                |           |                            |
| Colonelli 38’ Bonci 72’ (rig.) | Marcatori | 18’ Mugianesi 67’ Seghezza |

| Arbitro: | Bianciardi (Siena) |

|  |           |               |
|  | Marcatori | 74’ Nicoletti |

| Arbitro: | Faccenda (Salerno) |

|                        |           |  |
| Crepaldi 50’, 72’, 76’ | Marcatori |  |

| Arbitro: | Castaldi (Vasto) |

|               |           |  |
| Bongiorni 27’ | Marcatori |  |

| Arbitro: | Leni (Perugia) |

|              |           |               |
| Spinella 10’ | Marcatori | 89’ Contratto |

| Arbitro: | Esposito (Torre del Greco) |

|                   |           |               |
| Galluzzo 36’, 49’ | Marcatori | 69’ Mugianesi |

| Arbitro: | Giaffreda (Roma) |

|                      |           |              |
| Bongiorni 16’ (rig.) | Marcatori | 18’ Angeloni |

| Biella 20 maggio 1979 31ª giornata | Biellese           | 0 – 0 | Spezia | Stadio Lamarmora\| Arbitro: \| Madonna (Ercolano) \| |
| Arbitro:                           | Madonna (Ercolano) |       |        |                                                      |

| Arbitro: | Filippi (Pavia) |

|                                                 |           |              |
| Vernacchia 37’ Sberveglieri 53’, 77’ Cuoghi 73’ | Marcatori | 43’ Spinella |

| La Spezia 3 giugno 1979 33ª giornata | Spezia             | 0 – 0 | Trento | Stadio Alberto Picco\| Arbitro: \| Lomnardo (Marsala) \| |
| Arbitro:                             | Lomnardo (Marsala) |       |        |                                                          |

| Arbitro: | Stillacci (Torino) |

|            |           |               |
| Bianco 53’ | Marcatori | 20’ Bongiorni |

### Coppa Italia Semiprofessionisti

#### Terzo Girone
| Arbitro: | Manfredini (Pavia) |

|                                     |           |               |
| D'Urso 52’ Ciardelli 62’ Savian 76’ | Marcatori | 68’ Bongiorni |

| Aulla 30 agosto 1978 2ª giornata | Spezia              | 0 – 0 | Montecatini | Stadio Comunale\| Arbitro: \| Albertini (Voghera) \| |
| Arbitro:                         | Albertini (Voghera) |       |             |                                                      |

| 3 settembre 1978 3ª giornata |  | – Lo Spezia riposa |  |  |

| Arbitro: | Simini (Torino) |

|                               |           |            |
| Morgia 67’ (aut.) Martini 73’ | Marcatori | 89’ Savian |

| Arbitro: | Sala (Lecco) |

|                               |           |  |
| Di Prospero 40’ Ferradini 48’ | Marcatori |  |

| 24 settembre 1978 6ª giornata |  | – Lo Spezia riposa |  |  |